# Kleinbahn Kiel–Segeberg
| Kursbuchstrecke (DB): | 113e (1961)                         |                                  |                                  |
| Kursbuchstrecke: | 102w (1934) 102y (1939) 113t (1946) |                                  |                                  |
| Streckenlänge: | 50,5 km                             |                                  |                                  |
| Spurweite: | 1435 mm (Normalspur)                |                                  |                                  |
| |                                     |                                  |                                  |
| \| \| 0,157 \| Kiel Süd \| Kiel Süd \| \| \| \| Übergabegleis nach Kiel Hbf (Ss) \| \| \| \| \| von Kiel Hbf (Ss) \| \| \| \| 0,885 \| Kiel Süd (Ss) (Abzw) \| Kiel Süd (Ss) (Abzw) \| \| \| \| nach Schönberger Strand \| \| \| \| \| Kiel–Neustadt (Holst) \| \| \| \| 4,500 \| Wellsee \| Wellsee \| \| \| 6,400 \| Moorsee \| Moorsee \| \| \| 8,900 \| Boksee \| Boksee \| \| \| 11,100 \| Klein Barkau \| Klein Barkau \| \| \| \| von Lütjenburg \| \| \| \| 12,400 \| Kirchbarkau \| Kirchbarkau \| \| \| 15,100 \| Warnau \| Warnau \| \| \| 17,600 \| Nettelsee \| Nettelsee \| \| \| 19,500 \| Depenau \| Depenau \| \| \| 22,600 \| Stolpe \| Stolpe \| \| \| 24,800 \| Wankendorf Nord \| Wankendorf Nord \| \| \| \| Neumünster–Ascheberg \| \| \| \| 27,800 \| Ruhwinkel-Schönböken \| Ruhwinkel-Schönböken \| \| \| 29,800 \| Bornhöved \| Bornhöved \| \| \| \| nach Trappenkamp \| \| \| \| 33,700 \| Tarbek \| Tarbek \| \| \| 37,100 \| Tensfeld \| Tensfeld \| \| \| 41,400 \| Blunk \| Blunk \| \| \| 45,500 \| Groß Rönnau \| Groß Rönnau \| \| \| \| Trave \| \| \| \| 47,000 \| Ihlsee \| Ihlsee \| \| \| 48,200 \| Bad Segeberg Nord \| Bad Segeberg Nord \| \| \| 50,500 \| Bad Segeberg West \| Bad Segeberg West \| \| \| \| von Neumünster \| \| \| \| 51,000 \| Bad Segeberg \| Bad Segeberg \| \| \| \| nach Lübeck \| \| \| \| \| nach Bad Oldesloe \| \| |                                     |                                  |                                  |
| Betriebs-/Güterbahnhof Streckenanfang | 0,157                               | Kiel Süd                         | Kiel Süd                         |
| Abzweig geradeaus und ehemals nach rechts |                                     | Übergabegleis nach Kiel Hbf (Ss) | Übergabegleis nach Kiel Hbf (Ss) |
| Abzweig geradeaus und von rechts |                                     | von Kiel Hbf (Ss)                | von Kiel Hbf (Ss)                |
| Blockstelle | 0,885                               | Kiel Süd (Ss) (Abzw)             | Kiel Süd (Ss) (Abzw)             |
| Abzweig ehemals geradeaus und nach links |                                     | nach Schönberger Strand          | nach Schönberger Strand          |
| Kreuzung geradeaus unten (Strecke geradeaus außer Betrieb) |                                     | Kiel–Neustadt (Holst)            | Kiel–Neustadt (Holst)            |
| Bahnhof (Strecke außer Betrieb) | 4,500                               | Wellsee                          | Wellsee                          |
| Bahnhof (Strecke außer Betrieb) | 6,400                               | Moorsee                          | Moorsee                          |
| Bahnhof (Strecke außer Betrieb) | 8,900                               | Boksee                           | Boksee                           |
| Bahnhof (Strecke außer Betrieb) | 11,100                              | Klein Barkau                     | Klein Barkau                     |
| Abzweig geradeaus und von links (Strecke außer Betrieb) |                                     | von Lütjenburg                   | von Lütjenburg                   |
| Bahnhof (Strecke außer Betrieb) | 12,400                              | Kirchbarkau                      | Kirchbarkau                      |
| Bahnhof (Strecke außer Betrieb) | 15,100                              | Warnau                           | Warnau                           |
| Bahnhof (Strecke außer Betrieb) | 17,600                              | Nettelsee                        | Nettelsee                        |
| Bahnhof (Strecke außer Betrieb) | 19,500                              | Depenau                          | Depenau                          |
| Bahnhof (Strecke außer Betrieb) | 22,600                              | Stolpe                           | Stolpe                           |
| Bahnhof (Strecke außer Betrieb) | 24,800                              | Wankendorf Nord                  | Wankendorf Nord                  |
| Kreuzung geradeaus oben (Strecken außer Betrieb) |                                     | Neumünster–Ascheberg             | Neumünster–Ascheberg             |
| Bahnhof (Strecke außer Betrieb) | 27,800                              | Ruhwinkel-Schönböken             | Ruhwinkel-Schönböken             |
| Bahnhof (Strecke außer Betrieb) | 29,800                              | Bornhöved                        | Bornhöved                        |
| Abzweig geradeaus und nach rechts (Strecke außer Betrieb) |                                     | nach Trappenkamp                 | nach Trappenkamp                 |
| Bahnhof (Strecke außer Betrieb) | 33,700                              | Tarbek                           | Tarbek                           |
| Bahnhof (Strecke außer Betrieb) | 37,100                              | Tensfeld                         | Tensfeld                         |
| Bahnhof (Strecke außer Betrieb) | 41,400                              | Blunk                            | Blunk                            |
| Bahnhof (Strecke außer Betrieb) | 45,500                              | Groß Rönnau                      | Groß Rönnau                      |
| Brücke über Wasserlauf (Strecke außer Betrieb) |                                     | Trave                            | Trave                            |
| Bahnhof (Strecke außer Betrieb) | 47,000                              | Ihlsee                           | Ihlsee                           |
| Bahnhof (Strecke außer Betrieb) | 48,200                              | Bad Segeberg Nord                | Bad Segeberg Nord                |
| Bahnhof (Strecke außer Betrieb) | 50,500                              | Bad Segeberg West                | Bad Segeberg West                |
| Abzweig ehemals geradeaus und von rechts |                                     | von Neumünster                   | von Neumünster                   |
| Bahnhof | 51,000                              | Bad Segeberg                     | Bad Segeberg                     |
| Abzweig geradeaus und ehemals nach links |                                     | nach Lübeck                      | nach Lübeck                      |
| Strecke |                                     | nach Bad Oldesloe                | nach Bad Oldesloe                |

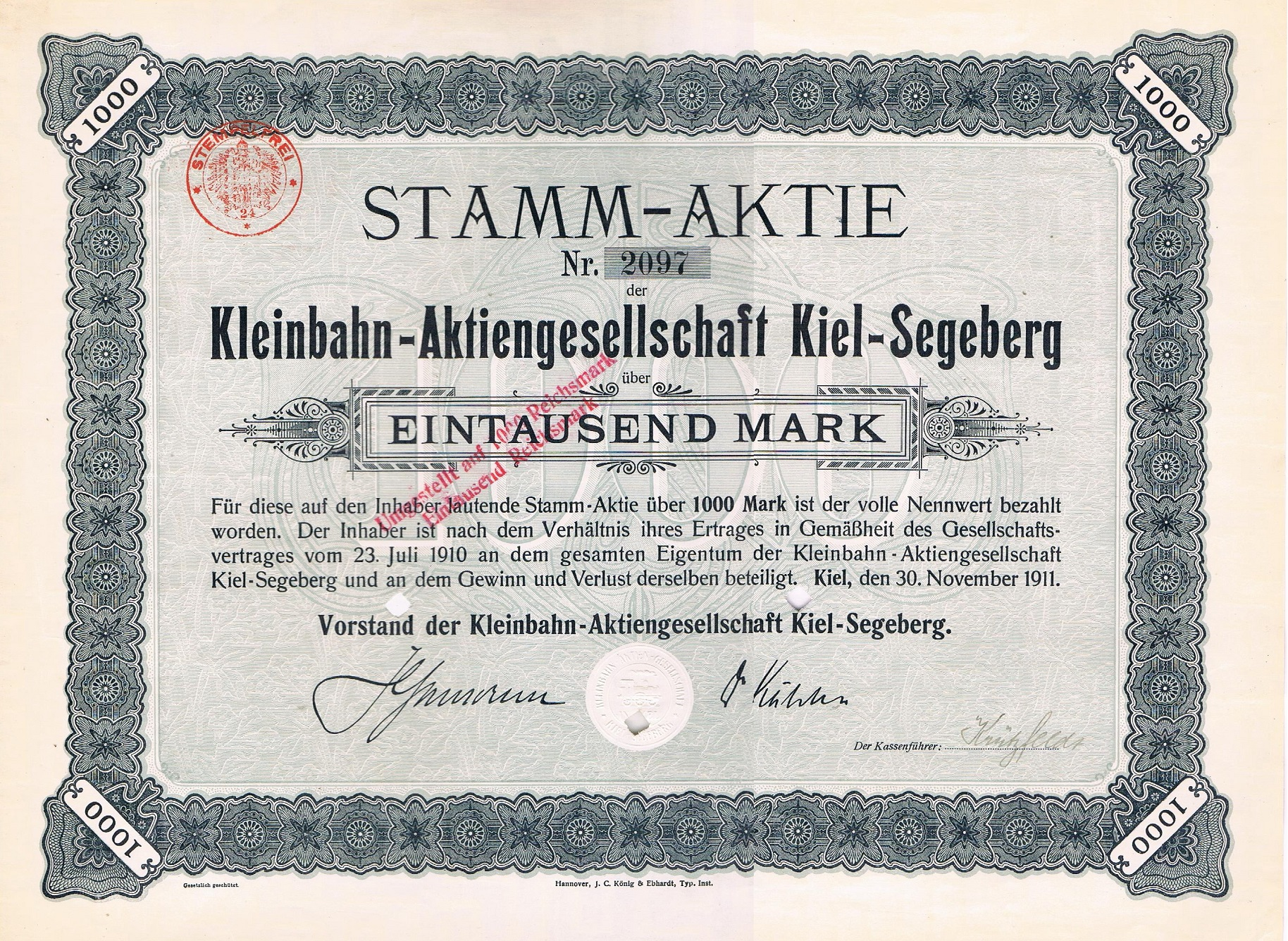
Kleinbahn-Aktiengesellschaft
Kiel-Segeberg
Stammaktie von 1911

Die Kleinbahn Kiel–Segeberg war eine Bahnstrecke in Holstein. Die betriebsführende Kleinbahn-AG Kiel-Segeberg wurde am 23. Juli 1911 von der Stadt Kiel, den Kreisen Plön und Segeberg sowie der Eisenbahnbau- und Betriebsgesellschaft Lenz & Co. gegründet.
Ihr Gesellschaftszweck war der Bau und Betrieb einer normalspurigen Kleinbahn von der Hafenstadt Kiel in südlicher Richtung durch das Gebiet des Kreises Plön zum Sitz des Nachbarkreises, Bad Segeberg.

## Geschichte
Die gut 50 Kilometer lange eingleisige Strecke wurde am 2. Dezember 1911 eröffnet. Sie besaß in Kiel gemeinsam mit der Bahnstrecke Kiel–Schönberger Strand einen eigenen Kleinbahnhof Kiel Süd, der 1,7 Kilometer südöstlich des Hauptbahnhofs lag. Die Verbindung beider Bahnhöfe stellte die Kieler Straßenbahn, zuletzt die O-Bus-Linie 5 der KVAG her. Zur Verbesserung des Personenverkehrsangebotes begannen und endeten die Kleinbahnzüge ab dem 1. Juli 1954 im Kieler Hauptbahnhof.
In Bad Segeberg wurde die Staatsbahnstrecke Neumünster–Oldesloe erreicht, die im Jahr 1875 in Betrieb genommen wurde. Ihr Bahnhof war nur 200 Meter vom Kleinbahnhof Bad Segeberg West entfernt. In Wankendorf kreuzte sie die schon 1866 eröffnete Staatsbahnlinie Neumünster–Ascheberg, ohne dass dort eine Gleisverbindung vorhanden gewesen war. Der Fußweg vom Kleinbahnhof Wankendorf Nord zum Staatsbahnhof war über einen Kilometer lang.
In Kirchbarkau gab es Anschluss an die am 2. April 1911 eröffnete Kleinbahn Kirchbarkau–Preetz–Lütjenburg, der Übergangsverkehr erlangte aber nie größere Bedeutung, nur kurzfristig gab es durchgehende Personenzüge Preetz–Kiel.
Die Betriebsführung übernahm die Firma Lenz & Co, nach dem Zweiten Weltkrieg die Deutsche Eisenbahn-Gesellschaft. Die Hauptaktionäre waren in den letzten Jahrzehnten des Bestehens der Gesellschaft die Stadt Kiel und die AG für Verkehrswesen, daneben die beiden Landkreise und zahlreiche Privatpersonen.
1914/15 wurden 240.212 Personen und 90.965 t Güter befördert.
Eine 1936 eröffnete, drei Kilometer lange Anschlussbahn von Bornhöved zum Waffendepot Trappenkamp blieb stets im Staatseigentum, wurde aber von der Kleinbahn mitbedient und sorgte für eine Steigerung des Verkehrsaufkommens. Zeitweise wurde die Zweigstrecke nach Trappenkamp auch im Personenverkehr bedient. Dieser wurde jedoch bereits am 8. März 1952 wieder eingestellt.
Als Triebwagen wurde ein umgebauter Diesel-Bus-LKW der Büssing AG eingesetzt, der im Volksmund „Langschnauze“ genannt wurde.
Die Entwicklung des Verkehrsaufkommens im ländlichen Raum veranlasste die Gesellschafter, den Betrieb am 31. Dezember 1961 einzustellen und die Bahn abzubauen. Bis in den Sommer 1967 dauerte die Entfernung der Schwellen und des Gleiskörpers, der Bahnkörper ist teilweise heute noch erkennbar. Abschnittsweise kann die ehemalige Bahntrasse auch als Radwanderweg genutzt werden, so etwa zwischen Bad Segeberg und Blunk.
In Wellsee werden noch einige Gleisanschlüsse bedient, die jedoch abseits der Kleinbahntrasse liegen. Die Anbindung erfolgt über die Strecke Kiel–Lübeck.

## Trasse
Die Kieler Bahnhofstraße heißt seit 1910 so, weil sie zum ehemaligen Bahnhofsgebäude des „Kiel Süd Kleinbahnhof“ führt. Dies befand sich in Kiel südlich der Bahnhofstraße, östlich der Diedrichstraße nahe der Bundesstraße 76. Das 1911 dort errichtete, von Johann Theede entworfene Bahnhofsgebäude wurde 1973 zwecks Erweiterung der B 76 abgerissen. Hier begannen und endeten von 1911 bis 1954 die Züge der Kleinbahn Kiel–Segeberg und der Kiel–Schönberger Eisenbahn. Noch vorhanden und in Benutzung sind die Gleise, die von hier nach Süden bis über den Bahnübergang Sieversdiek führen und gemeinsam mit der Kiel–Schönberger Eisenbahn genutzt wurden. Die alte Trasse ohne Gleise nordwestlich der Segeberger Landstraße 4a in Kiel ist im Wald noch gut zu erkennen. Die Bahnstrecke Kiel–Lübeck wurde hier gekreuzt. Die heute von dieser Bahnstrecke nach Kiel-Wellsee ins Industriegebiet abzweigenden Bahngleise wurden erst 1973–1976 angelegt und haben nichts mit der Kleinbahn dieses Artikels zu tun.
Die Trasse der Kleinbahn zwischen den Gebäuden Kieler Kamp 87 und 89 ist heute ein Fußweg im dortigen Waldstück. Auf der Braunstraße zwischen den Hausnummern 71 und 31 verlief die Trasse. Sodann ist sie nicht mehr zu sehen, verlief aber, wie heute noch Flurkarten des Katasteramts anzeigen, leicht östlich der Kreuzung Wellseedamm und Liebigstraße, zwischen den Häusern Borsigstraße 2 und 11 weiter gen Süden. In Kiel-Wellsee, westlich der Edisonstraße 16, geht ein schnurgerader Wirtschaftsweg in den Wald, dies ist ein erhalten gebliebenes Stück der hier fast in Nord-Süd-Richtung verlaufenden Trasse der Kleinbahn. Die Unterführung der Bahn unter der B 404 wurde zwar mittlerweile zugeschüttet, ist aber noch am Brückengeländer gut erkennbar. Die Trasse führt weiter als Wirtschaftsweg Richtung Süden bis zum Haus Steindamm 135 in Kiel-Moorsee. Zwischen Seewiesenredder 19 und 21 ging die Trasse weiter als Wirtschaftsweg Richtung Süden parallel zur B 404. Östlich von Im See 1 führte die Trasse weiter durch Boksee, führte zwischen Dorfstraße 2a und 4 hindurch weiter nach Süden immer parallel/westlich zur B 404. In Kirchbarkau führte sie entlang der Straße „Am Alten Bahnhof“. Zwischen Dorfstraße 2 in Warnau und B 404 führte die Trasse hindurch, während die B 404 Richtung Osten abgeht, geht die alte Trasse weiter Richtung Südosten. Zwischen Dorfstraße 2 in Nettelsee und der Straße Alter Bahnhof geht es weiter Richtung Süden auf der alten Trasse über die Kreuzung Wiesengrund und Dorfstraße. In Stolpe zwischen Nettelau 3 und 4 führte die Strecke weiter nach Süden, hier stand der „Bahnhof Depenau“. Die Wankendorfer Straße bzw. Nettelauer Bahndamm zeichnet den Streckenverlauf recht gut nach, die damalige Trasse verlief jedoch eher unter der heutigen A 21. Die Trasse kreuzte in Stolpe die Bahnhofstraße und führte weiter nach Südwesten entlang des Ziegelwegs. In Wankendorf verlief die Trasse am Sportplatz vorbei entlang der Straßen Theodor-Storm-Straße und Alter Bahndamm. Zwischen Bösterredder 25 und Bornhöveder Landstraße 24 wurde die heute noch vorhandene Bahnstrecke Neumünster–Ascheberg gekreuzt, weiter ging es zwischen den Häusern „Auf dem Bös“ 2 und 3 gen Süden. Drögenkuhlen und die A 21 kreuzen sich an der Stelle, an der die frühere Trasse die A 21 von Nordwesten nach Südosten kreuzte. An der heutigen Abfahrt von der B 430 nach Bornhöved stand der Bahnhof Bornhöved. Zwischen Kuhberg 24 und 26, sowie Brovstweg 1 und Alter Bahndamm 6, Alter Bahndamm 33 und Silgen Bargen 12 führte die Strecke über freies Feld südlich an Tarbekerhof vorbei, wo früher ein Bahnhof war.
Es ist nicht sehr viel verblieben, aber ein paar Gebäude haben überlebt. Die ehemalige Trasse ist teilweise erkennbar, Teile der Trasse sind als Radweg umgebaut, andere Abschnitte sind zugewachsen oder nicht mehr vorhanden. Stellenweise sind noch die alten Bahnhofsgebäude und alte Schwellen vorhanden, ebenso Bahnbrücken und Kilometersteine.

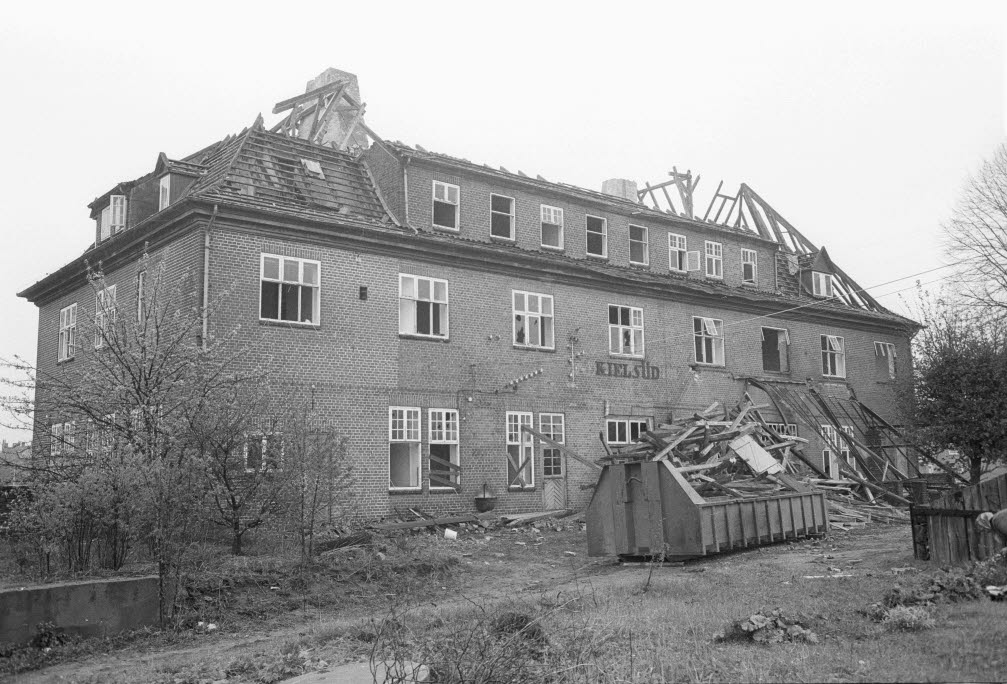
Kleinbahnhof Kiel-Süd kurz vor dem Abriss 1973
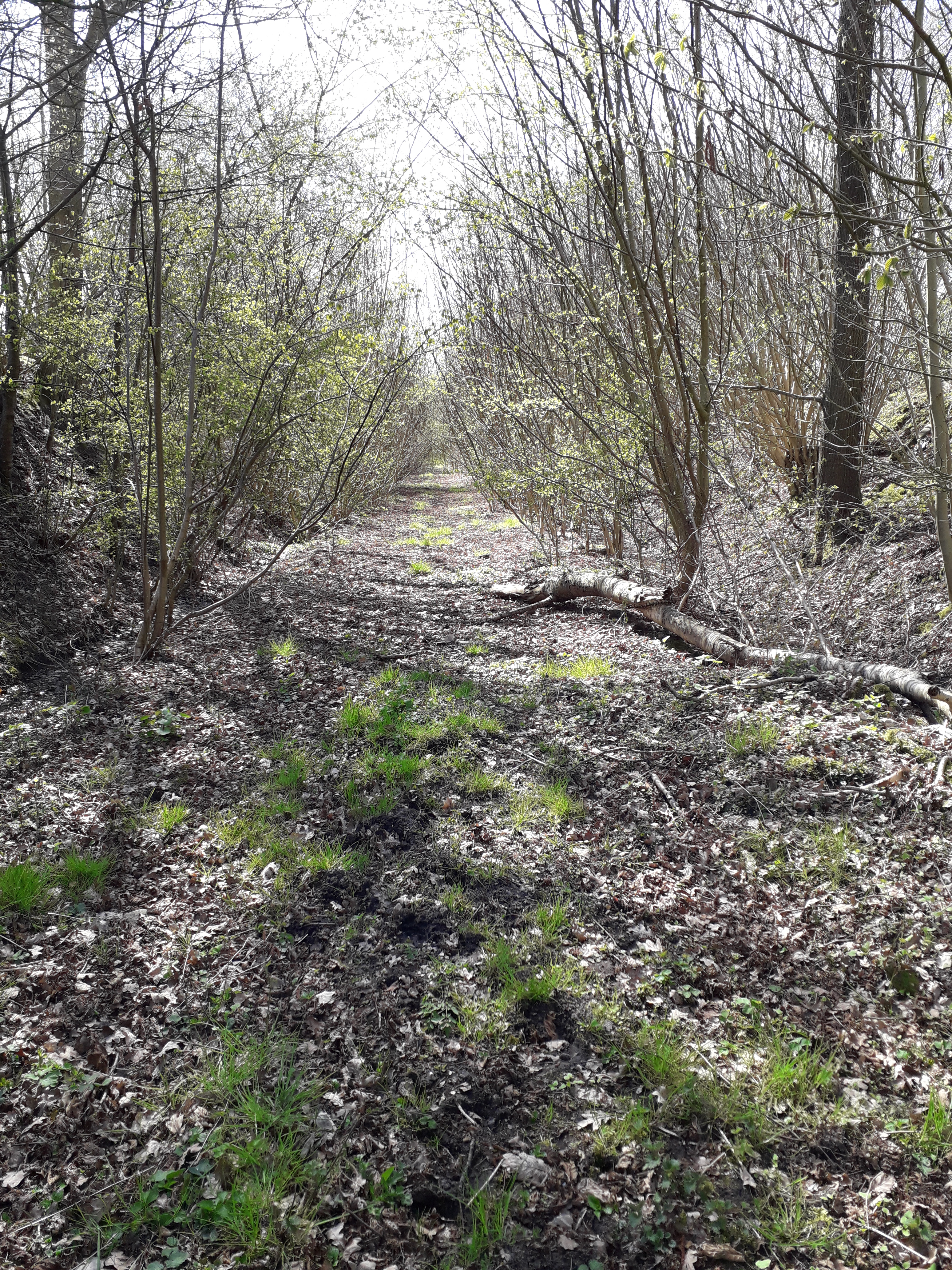
Alte Trasse, wahrscheinlich Kiel-Wellsee nördlich der B 404
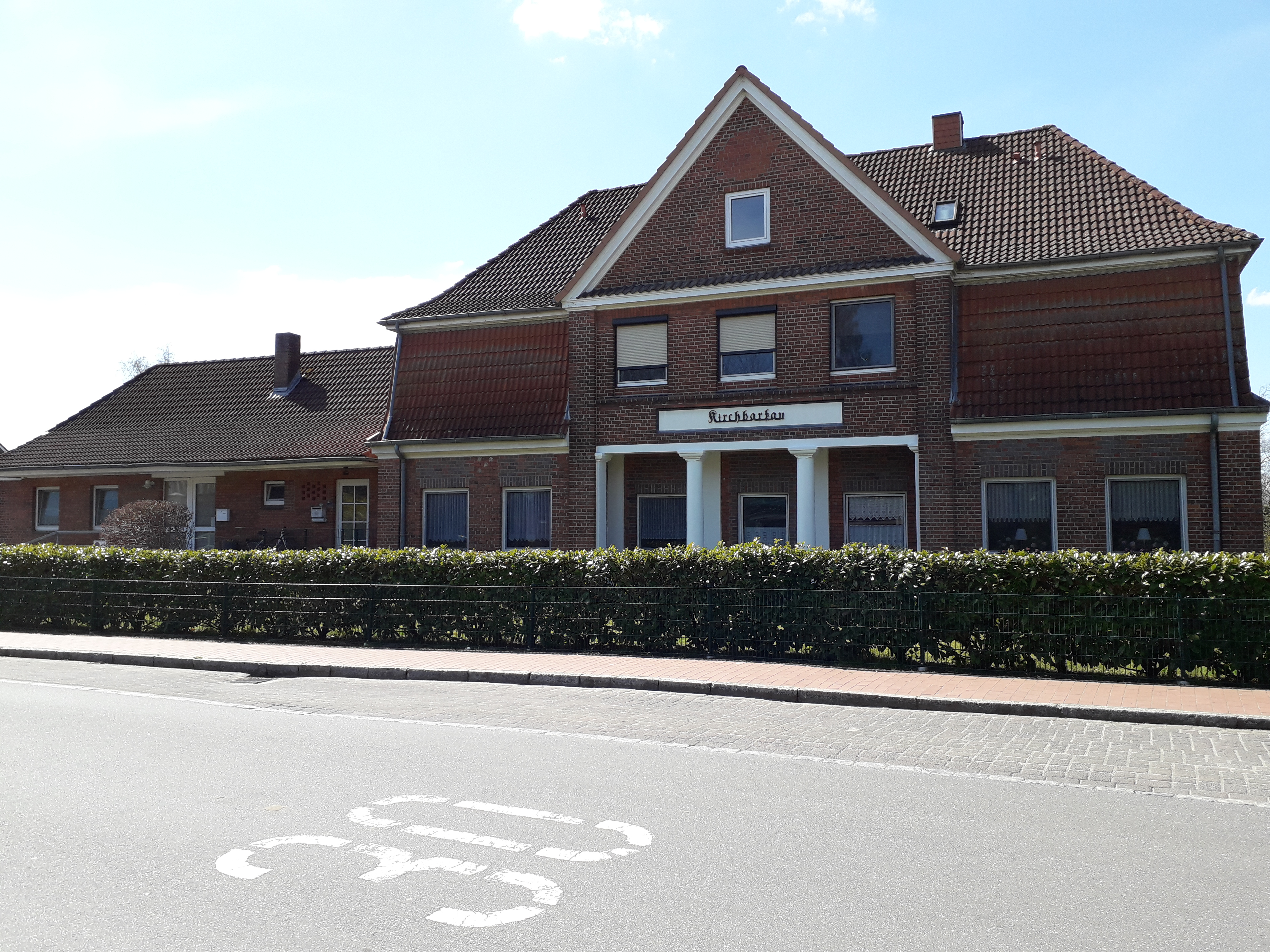
Ehemaliger Bahnhof Kirchbarkau
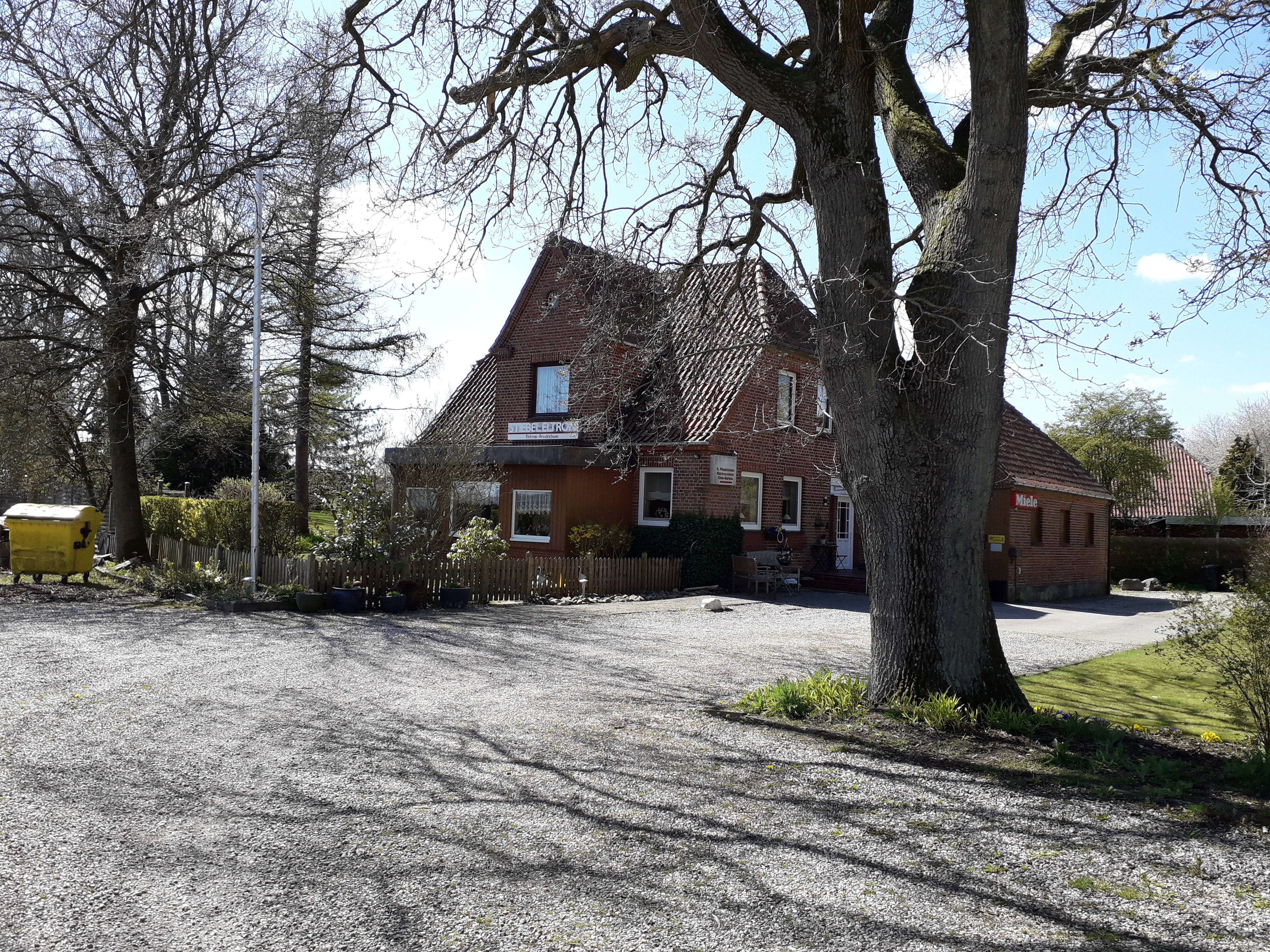
Ehemaliger Bahnhof Klein Barkau
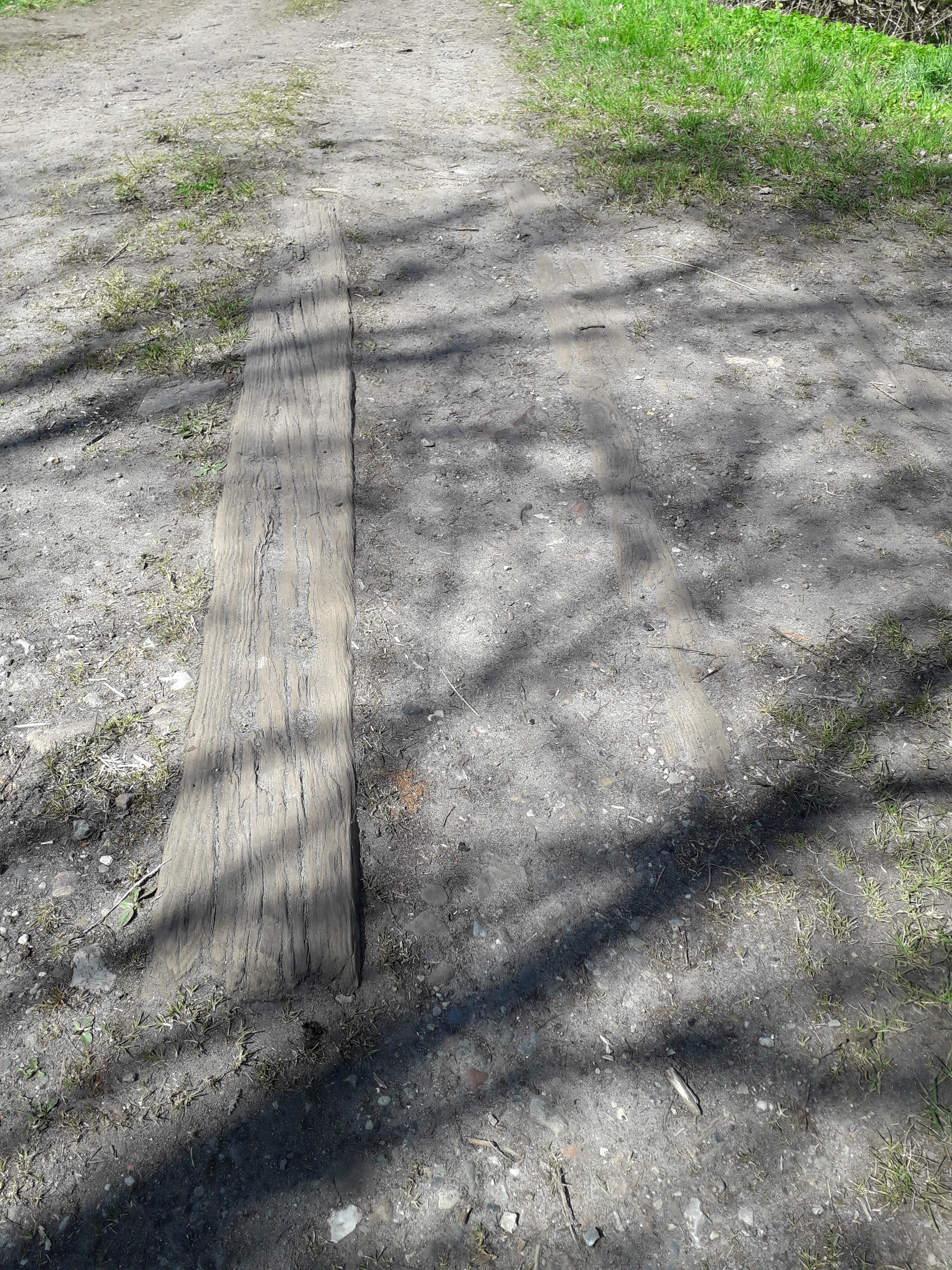
Reste alter Holzschwellen auf der Trasse
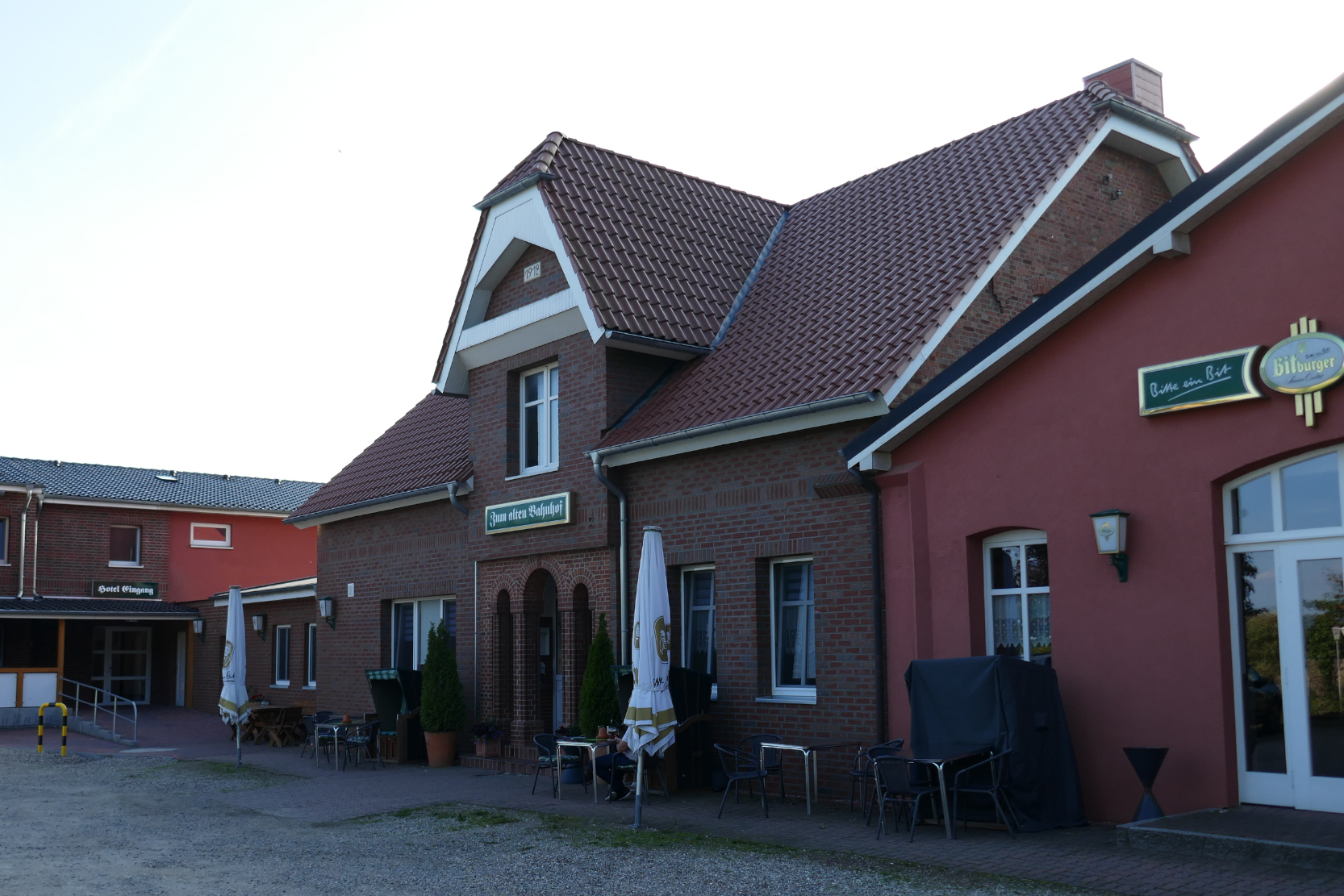
Alter Bahnhof Blunk, heute Hotel und Gaststätte